# 小林真也
小林 真也（こばやし しんや、1981年2月17日 - ）は、日本中央競馬会（JRA）・栗東トレーニングセンターの調教師。富山県射水郡大門町出身。

## 来歴
中学3年生の時にクラスに居た友達の影響で競馬に興味を持つようになる。富山工専（現：富山高専）の物質工学科に入学し、卒業後は父と同じ薬品関係の仕事に就くことを考えるも競馬への想いが強く周囲の反対を押し切り3年で5年制の工専を中退し、北海道の早田牧場新冠支場、福島の天栄ホースパークでそれぞれ勤務した。
2004年7月にJRA競馬学校厩務員課程に入学し、大橋勇樹厩舎で厩務員と調教助手を務める。2006年12月に平田修厩舎へ移籍し攻め専としてカレンブラックヒルなどの馬に携わった。2021年に12回目の挑戦でJRA調教師免許試験に合格し、富山県出身者で初のJRA調教師となった。
2022年10月16日に東京競馬場で行われた東京ハイジャンプでゼノヴァースが勝利し重賞初制覇となった。

## 調教師成績

### 概要
|            | 日付           | 競馬場・開催  | 競走名             | 馬名               | 頭数 | 人気 | 着順 |
| ---------- | -------------- | ------------- | ------------------ | ------------------ | ---- | ---- | ---- |
| 初出走     | 2021年3月13日  | 2回中京1日6R  | 4歳以上1勝クラス   | アルタグラシア     | 16頭 | 10   | 15着 |
| 初勝利     | 2021年3月21日  | 2回中京4日8R  | 4歳以上1勝クラス   | ウェイヴァリー     | 8頭  | 4    | 1着  |
| 重賞初出走 | 2021年4月17日  | 2回阪神7日11R | アーリントンカップ | サイモンメガライズ | 18頭 | 16   | 16着 |
| 重賞初勝利 | 2022年10月16日 | 4回東京5日9R  | 東京ハイジャンプ   | ゼノヴァース       | 12頭 | 3    | 1着  |
| GI初出走   | 2022年12月24日 | 5回中山7日10R | 中山大障害         | ゼノヴァース       | 11頭 | 3    | 2着  |

## 主な管理馬
- ゼノヴァース（2022年東京ハイジャンプ）
- サンライズアムール（2025年クラスターカップ）